# أدريان مولي
يُعد أدريان ألبيرت مولي الشخصية الرئيسية في عددٍ من الروايات، التي ألفتها الكاتبة الأمريكية سوزان ليليان تاونسند.
ظهرت الشخصية أول مرة متمثلة بِنايجل، الذي يلعب دورًا ضمن يوميات كوميدية ظهرت في مجلة (أسبوعية أو شهرية) للفن تُدعى سيمبلي ماگازين، ونُشرت في ليستر عام 1980، ونشرت بعدها بفترة وجيزة أيضًا في بي بي سي راديو 4
عام 1982، كُتبت الروايات بهيئة يوميات، مع بعض الإضافات على المحتوى مثل المراسلات. وقد وصل أول كتابين إلى أيدي القراء بوصفهما كتبًا كوميدية واقعية، تحاول بطابعها الهزلي معالجة حياة المراهقين وما يواجهون من مشكلات في هذه الفترة من حياتهم. واقتبست أيضًا قليلًا من عصر المملكة المتحدة في حقبة ثاتشير.

## الثيمات
تمتلك السلسلة ثيمات عديدة؛ إذ تشرح الروايات الأولى رغبات أدريان مولي وحماسه للحياة (أن يتزوج حبيبته المراهقة، وينشر دواوين شعره ورواياته، ويحصل على الضمان المالي)، وكيف فشل في تحقيق ذلك. يسخر المسلسل من ادعاءات البشر، خصوصًا في أول مجلدين، ادعاءات مراهقين.
تُصور الثيمة الثانية وضع بريطانيا الاجتماعي والسياسي، مع إشارة واضحة المعالم إلى السياسة اليسارية في ثمانينيات القرن الماضي وذلك في الكتب الثلاثة الأولى. ومن الأمثلة، طلاق السيد والسيدة مولي، الذي يعكس بوضوح ارتفاع نسب الطلاق في الثمانينيات، وأصبح العيش تحت سقف واحد من دون زواج أمرًا طبيعيًا. أصبحت أم أدريان مولي نسوية (مناصرة لحقوق النساء) متشددة، وانضمت لفترة وجيزة إلى نشطاء (كرين هام كومون). حبيبة أدريان مولي، باندورا، وذويها من الطبقة الوسطى المثقفة اليسارية ونواياهم لاحتضان الطبقة الكادحة.
تنشأ الدعابة من عمل قوى اجتماعية أكبر داخل أسرة عادية جدًا في جزء عادي جدًا من وسط إنجلترا.
تُظهر الكتب الثلاثة الأخيرة خط سير مختلف قليلًا عن المعتاد، إذ يظهر أدريان مولي مراهقًا في بيئة مختلفة.
تمتلك السلسلة مواضيع أقوى في الهجاء السياسي، وخاصة حزب العمال الجديد، وفي أسلحة الدمار الشامل وفي حرب العراق.
تُمزج هذه المواضيع في بعض الكتب المتداخلة في أحداث أُخرى، مثل حرب الخليج، التي يُنظر إليها من وجهة نظر أدريان المثبطة والساذجة، فضلًا عن تصوير تجاربه في البطالة وخفض الإنفاق العام، وكلاهما من القضايا السياسية الرئيسية آنذاك. يطرح أدريان تعامله مع الأحداث السياسية بطريقة ثابتة، تتمثل بأن يقوم أدريان بعمل تنبؤات وتصريحات يميزها القارئ بأنها خاطئة، بدءًا من الإيمان بمذكرات هتلر، إلى انتصار العراق في حرب الخليج، ووجود أسلحة الدمار الشامل لديهم.

## الأجزاء الأخيرة
توقف إنتاج السلسلة بسبب تدهور صحة تاونسند. في الوقت الذي نُشر فيه (أدريان مول - أسلحة الدمار الشامل في عام 2004)، ذكرت تاونسند أنه سيكون آخر مجلد لسلسلة أدريان مولي. ولكن، في مقابلة مع محطة راديو فوكس في مستشفى ليستر في 5 يونيو 2008، قالت تاونسند إنها كانت في الواقع تكتب كتابًا جديدًا لشخصية مولي بعنوان (ذا بروستريت ييرز)، الذي نُشر عام 2009. عرضت  ليستر ميركوري في أكتوبر 2009، مقابلة مع تاونسند، وناقشت كتاب أدريان مولي الجديد وخططها للأعمال المستقبلية.
نشرت تاونسند قصة قصيرة من قصص (أدريان مولي) عام 2011  تتعلق بزفاف الأمير وليام وكيت ميدلتون. تلاها قصة مختصرة جدًا قدَّم فيها أدريان نصيحة للمؤلفين في عام 2012. كانت هذه آخر أعمال أدريان مولي المنشورة في حياة تاونسند، وآخر قصص شخصية لمولي الأصلية حتى الآن.
في مقابلة عام 2013، ناقشت تاونسند خططها لإنهاء المسلسل في مجلدين آخرين، ولكن أيضًا حقيقة أن حالتها الصحية المتدهورة باستمرار قد تجعل هذه الخطة مستحيلة.
توفيت تاونسند في 10 أبريل 2014. قال ناشرها البريطاني إن الكاتبة كانت تعمل على قصة جديدة لأدريان مول وقت وفاتها. كان من المقرر نشر الكتاب، الذي كان عنوانه العملي Pandora's Box، في وقت لاحق في عام 2014. وقال متحدث باسم مايكل جوزيف: «يمكننا أن نؤكد أن سو كانت في منتصف كتابة الكتاب. وقد رأت محررتها ما تصفه بأنه بضع صفحات رائعة. كان من المفترض أن تُنشر هذا الخريف، ونحن حزينون جدًا، لأننا لن نتمكن من عرضها للعالم».